# جاك موريل (مجدف)
جاك موريل (بالفرنسية: Jacques Morel)‏ هو مجدف فرنسي، ولد في 22 سبتمبر 1935 في لا تاست دو بوك في فرنسا.

## وصلات خارجية
- جاك موريل على موقع الاتحاد الدولي للتجديف (الإنجليزية)
- جاك موريل على موقع اللجنة الأولمبية الدولية (الإنجليزية)
- جاك موريل على موقع أوليمبيديا (الإنجليزية)